# Dolní Dušnice
Dolní Dušnice je malá vesnice, část města Jablonec nad Jizerou v okrese Semily. Nachází se asi 2,5 kilometru jihovýchodně od Jablonce nad Jizerou. Prochází zde silnice I/14. Dolní Dušnice leží v katastrálním území Buřany o výměře 5,12 km².

## Historie
První písemná zmínka o vesnici pochází z roku 1664.